# José Malcher
José Carneiro da Gama Malcher (Belém, 1872 — 1956) foi um político brasileiro.
Foi deputado pelo Estado do Pará e interventor federal no Pará em dois períodos, primeiramente de 4 de maio de 1935 a 24 de novembro de 1937 e depois, a partir de indicação do presidente Getúlio Vargas, de 24 de novembro de 1937 a 25 de janeiro de 1943.